# Licuala
Cet article possède un paronyme, voir Likouala.
Genre
Licuala est un genre végétal de la famille des Arecaceae.

## Classification
- Sous-famille : Coryphoideae
  - Tribu : Trachycarpeae
    - Sous-tribu : Livistoninae

Le genre partage sa sous-tribu avec 5 autres genres :  Livistona, Pholidocarpus,  Johannesteijsmannia, Saribus et  Lanonia .

## Liste des espèces
Selon World Checklist of Selected Plant Families (WCSP) (11 mars 2012) :
- Licuala acaulis A.J.Hend., N.K.Ban & N.Q.Dung (2008)
- Licuala acuminata Burret, Notizbl. Bot. Gart. Berlin-Dahlem 15: 330 (1941).
- Licuala acutifida Mart., Hist. Nat. Palm. 3: 237 (1838).
- Licuala adscendens Barfod & Heatubun (2009)
- Licuala ahlidurii Saw, Sandakania 10: 30 (1997).
- Licuala angustiloba Burret, J. Arnold Arbor. 20: 188 (1939).
- Licuala anomala Becc., Webbia 5: 40 (1921).
- Licuala arbuscula Becc., Malesia 3: 79 (1886).
- Licuala aruensis Becc., Malesia 1: 83 (1877).
- Licuala atroviridis A.J.Hend., N.K.Ban & N.Q.Dung (2008)
- Licuala averyanovii A.J.Hend., N.K.Ban & N.Q.Dung (2008)
- Licuala bachmaensis A.J.Hend., N.K.Ban & N.Q.Dung (2008)
- Licuala bacularia Becc. (1877)
- Licuala bayana Saw (1997)
- Licuala beccariana (K.Schum. & Lauterb.) Furtado (1940)
- Licuala bellatula Becc. (1909)
- Licuala bidentata Becc. (1886)
- Licuala bidoupensis A.J.Hend., N.K.Ban & N.Q.Dung (2008)
- Licuala bifida Heatubun & Barfod (2008)
- Licuala bintulensis Becc. (1886)
- Licuala bissula Miq. (1855)
- Licuala borneensis Becc. (1886)
- Licuala bracteata Gagnep. (1937)
- Licuala brevicalyx Becc. (1909)
- Licuala cabalionii Dowe (1993)
- Licuala calciphila Becc. (1910)
- Licuala cameronensis Saw (1997)
- Licuala cattienensis A.J.Hend., N.K.Ban & N.Q.Dung (2008)
- Licuala celebica Miq., Verh. Kon. Akad. Wetensch. (1868)
- Licuala centralis A.J.Hend., N.K.Ban & N.Q.Dung (2008)
- Licuala concinna Burret (1939)
- Licuala cordata Becc. (1886)
- Licuala corneri Furtado (1940)
- Licuala crassiflora Barfod (2000)
- Licuala dakrongensis A.J.Hend., N.K.Ban & B.V.Thanh (2010)
- Licuala dasyantha Burret (1941)
- Licuala debilis Becc. (1909)
- Licuala densiflora Becc. (1921)
- Licuala distans Ridl. (1920)
- Licuala egregia Saw (1997)
- Licuala elegans Blume (1838)
- Licuala elegantissima Ridl. (1904)
- Licuala ellipsoidalis A.J.Hend., N.K.Ban & N.Q.Dung (2008)
- Licuala fatua Becc. (1910)
- Licuala ferruginea Becc. (1892)
- Licuala ferruginoides Becc. (1921)
- Licuala flabellum Mart. (1838)
- Licuala flavida Ridl., Trans. Linn. Soc. London (1916)
- Licuala flexuosa Burret (1941)
- Licuala fordiana Becc. (1889)
- Licuala fractiflexa Saw (1997)
- Licuala furcata Becc. (1889)
- Licuala gjellerupii Becc. (1921)
- Licuala glaberrima Gagnep. (1937)
- Licuala glabra Griff. (1845)
- Licuala gracilis Blume (1830)
- Licuala graminifolia Heatubun & Barfod (2008)
- Licuala grandiflora Ridl., Trans. Linn. Soc. London (1916)
- Licuala grandis H.Wendl. (1880)
- Licuala hainanensis A.J.Hend., L.X.Guo & Barfod (2007)
- Licuala hallieriana Becc. (1921)
- Licuala hexasepala Gagnep. (1937)
- Licuala insignis Becc. (1877)
- Licuala kamarudinii Saw (1997)
- Licuala kemamanensis Furtado (1940)
- Licuala khoonmengii Saw (1997)
- Licuala kiahii Furtado (1940)
- Licuala kingiana Becc. (1889)
- Licuala klossii Ridl., Trans. Linn. Soc. London (1916)
- Licuala kunstleri Becc. (1892)
- Licuala lanata J.Dransf. (1980)
- Licuala lanuginosa Ridl. (1905)
- Licuala lauterbachii Dammer & K.Schum. (1900)
- Licuala leprosa Dammer ex Becc. (1921)
- Licuala leptocalyx Burret (1933)
- Licuala linearis Burret (1935)
- Licuala longicalycata Furtado (1940)
- Licuala longiflora A.J.Hend., N.K.Ban & N.Q.Dung (2008)
- Licuala longipes Griff. (1845)
- Licuala longispadix Banka & Barfod (2004)
- Licuala macrantha Burret (1941)
- Licuala magalonii A.J.Hend., N.K.Ban & N.Q.Dung (2008)
- Licuala magna Burret (1929)
- Licuala malajana Becc. (1889)
- Licuala manglaensis A.J.Hend., N.K.Ban & N.Q.Dung (2008)
- Licuala mattanensis Becc. (1889)
- Licuala merguensis Becc. (1921)
- Licuala micholitzii Ridl. (1904)
- Licuala micrantha Becc. (1905)
- Licuala mirabilis Furtado (1940)
- Licuala modesta Becc. (1889)
- Licuala montana Dammer & K.Schum. (1900)
- Licuala moszkowskiana Becc. (1914)
- Licuala moyseyi Furtado (1940)
- Licuala mustapana Saw (1997)
- Licuala nana Blume (1838)
- Licuala naumoniensis Becc. (1914)
- Licuala nauroannii Burret (1935)
- Licuala olivifera Becc. (1889)
- Licuala oliviformis Becc. (1902)
- Licuala oninensis Becc. (1921)
- Licuala orbicularis Becc. (1889)
- Licuala pachycalyx Burret (1933)
- Licuala pahangensis Furtado (1940)
- Licuala palas Saw (1997)
- Licuala paludosa Griff. (1844)
- Licuala parviflora Dammer ex Becc. (1921)
- Licuala patens Ridl. (1920)
- Licuala paucisecta Burret (1935)
- Licuala peekelii Lauterb. (1911)
- Licuala peltata Roxb. ex Buch.-Ham. (1826)
- Licuala penduliflora (Blume) Zipp. ex Blume (1838)
- Licuala petiolulata Becc. (1889)
- Licuala pitta Barfod & Pongsatt. (2008)
- Licuala platydactyla Becc. (1921)
- Licuala polyschista K.Schum. & Lauterb. (1900)
- Licuala poonsakii Hodel (1997)
- Licuala pulchella Burret (1935)
- Licuala pumila Blume (1830)
- Licuala punctulata Burret (1941)
- Licuala pusilla Becc. (1889)
- Licuala radula Gagnep. (1937)
- Licuala ramsayi (F.Muell.) Domin (1915)
- Licuala reptans Becc. (1921)
- Licuala ridleyana Becc. (1921)
- Licuala robinsoniana Becc. (1921)
- Licuala robusta Warb. ex K.Schum. & Lauterb. (1900)
- Licuala rumphii Blume (1838)
- Licuala ruthiae Saw (1997)
- Licuala sallehana Saw (1997)
- Licuala sarawakensis Becc. (1889)
- Licuala scortechinii Becc. (1889)
- Licuala simplex (K.Schum. & Lauterb.) Becc. (1921)
- Licuala spathellifera Becc. (1889)
- Licuala spectabilis Miq. (1852)
- Licuala spicata Becc. (1889)
- Licuala spinosa Wurmb (1780)
- Licuala steinii Burret (1933)
- Licuala stipitata Burret (1941)
- Licuala stongensis Saw (1997)
- Licuala tanycola H.E.Moore (1969)
- Licuala taynguyensis Barfod & Borchs. (2000 publ. 2001)
- Licuala telifera Becc. (1877)
- Licuala tenuissima Saw (1997)
- Licuala terengganuensis Saw (1997)
- Licuala thoana Saw & J.Dransf. (1989 publ. 1990)
- Licuala tiomanensis Furtado (1940)
- Licuala tomentosa Burret (1940)
- Licuala tonkinensis Becc. (1910)
- Licuala triphylla Griff. (1844)
- Licuala urciflora Barfod & Heatubun (2009)
- Licuala valida Becc. (1912)
- Licuala whitmorei Saw (1997)

## Référence
1. ↑  (en) William J. Baker et John Dransfield, « Beyond Genera Palmarum : progress and prospects in palm systematics », Botanical Journal of the Linnean Society, vol. 182, no 2,‎ octobre 2016, p. 207–233 (ISSN 0024-4074, DOI 10.1111/boj.12401, lire en ligne, consulté le 12 juillet 2023)
2. ↑  WCSP. World Checklist of Selected Plant Families. Facilitated by the Royal Botanic Gardens, Kew. Published on the Internet ; http://wcsp.science.kew.org/, consulté le 11 mars 2012.